# Vítkovice Steel
VÍTKOVICE STEEL, a. s. (v letech 2007 až 2014 působící pod názvem EVRAZ VÍTKOVICE STEEL, a.s.) je ocelářský podnik působící v areálu Vítkovických železáren v Ostravě.

## Historie
Přestože společnost vznikla zápisem do obchodního rejstříku 1. června 2007, je přímým pokračovatelem činnosti firmy VÍTKOVICE STEEL, a.s. vzniklé 7. března 2001, do které mateřská společnost VÍTKOVICE, a.s. vložila svou Divizi 200 - Ploché výrobky. V květnu 2002 byla firma Vítkovice Steel odkoupena za částku 3,31 miliardy Kč od Vítkovic společností OSINEK, a.s. patřící Fondu národního majetku České republiky.
Vláda ČR poté zahájila proces hledání nového vlastníka pro Vítkovice Steel. Již v roce 2002 měla exkluzivitu na jednání o prodeji Vítkovice Steel společnost LNM Holdings, která se v té době stala vlastníkem konkurenční společnosti Nová huť. Tato jednání však byla neúspěšná v souvislosti se spory o cenách surového železa, které Vítkovice Steel odebíraly ze společnosti Vysoké pece Ostrava, kde byla Nová huť majoritním akcionářem. V roce 2004 vláda na návrh ministra financí Bohuslava Sobotky zahájila dvoukolové výběrové řízení na prodej společnosti, přičemž hlavním kritériem byla cena. Výběrové řízení vyhrála společnost Evraz, kterou ze 40 % vlastnil ruský miliardář Roman Abramovič. Za 99% podíl ve společnosti v roce 2005 zaplatila 7,05 mld. Kč.
Od 6. prosince 2006 byla jediným akcionářem společnosti firma ABA Assets s.r.o., která byla ve vlastnictví Evraz Group S.A. se sídlem v Lucembursku. 1. června 2007 pak obě společnosti (VÍTKOVICE STEEL, a.s. a ABA Assets s.r.o.) zanikly sloučením do nově vytvořené společnosti EVRAZ VÍTKOVICE STEEL, a.s.

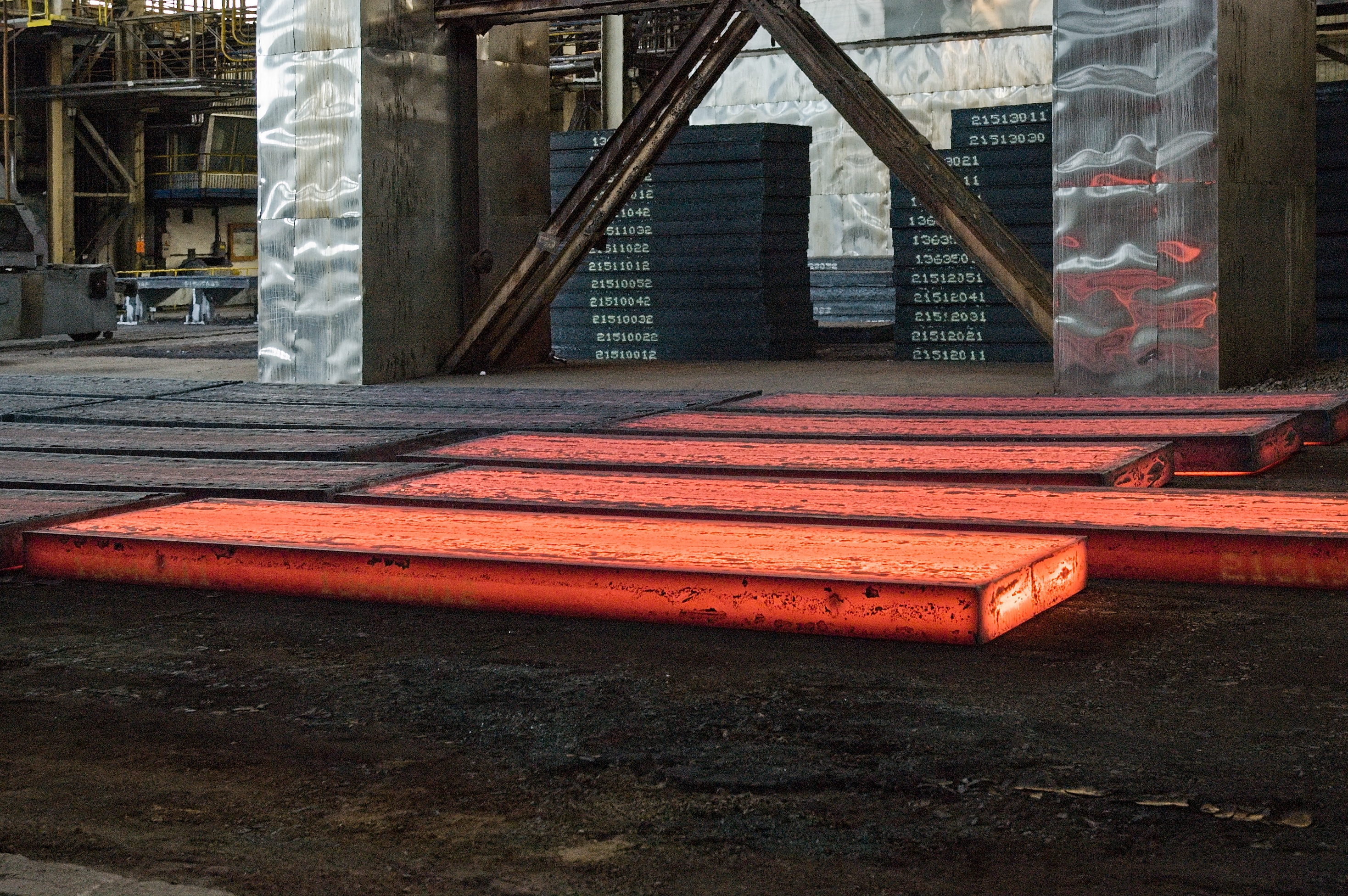
Bramy v Nové ocelárně Vítkovice Steel v roce 2007

V roce 2014 Evraz prodal společnost skupině neznámých investorů stojících za společnostmi registrovanými na Kypru. Kupní cena byla ve výši 89 milionů dolarů (asi 1,7 mld. Kč), kupující také převzali závazky ve výši 198 milionů dolarů (asi 3,9 mld. Kč). Novými majiteli jsou zřejmě vlastníci ukrajinské Industrial Union of Donbass. 8. července 2014 pak byl název společnosti změněn na VÍTKOVICE STEEL, a. s.
V únoru 2015 firma oznámila, že se chystá od září zrušit výrobu oceli a propustí asi 350 zaměstnanců. K definitovnímu ukončení provozu ocelárny došlo 30. září 2015. Demolice celého objektu tzv. Nové ocelárny proběhla v roce 2023.
Počátkem května 2022 Finanční analytický úřad (FAÚ) ministerstva financí zmrazil majetek společnosti v souvislosti se sankcemi proti Rusku kvůli ruské invazi na Ukrajinu. Během šetření FAÚ měla firma omezený přístup k úvěrům, s financováním ji pomáhala indická ocelářská firma Jindal Steel. Blokace majetku ze strany FAÚ byla ukončena v srpnu 2024, což otevřelo dveře připravovanému prodeji společnosti.
O koupi Vítkovice Steel usilovalo několik zájemců, mj. čeští investoři Jaroslav Strnad či Zdeněk Trojek. V listopadu 2024 pak bylo oznámeno, že firmu kupuje Jindal Steel.